# Cetonia siamensis
Cetonia siamensis är en skalbaggsart som beskrevs av Franz Antoine 2000. Cetonia siamensis ingår i släktet Cetonia och familjen Cetoniidae. Inga underarter finns listade i Catalogue of Life.